# Denwick
Denwick – osada i civil parish w Anglii, w hrabstwie Northumberland. W 2011 civil parish liczyła 267 mieszkańców.